# NICE GIRL μ
NICE GIRL μ（ナイス ガール ミュー）とは、女性歌手、女性アイドル集団のNICE GIRL プロジェクト!の研修生である。

## 概要
スペースクラフト、TNX所属。
活動休止中なのか2012年8月現在1年以上グループとしての活動が見られない。

## メンバー
- みのりん（1998年 - ）
- ぶんちゃん（1999年 - ）
- はるん（2000年5月 - ）
- なっちゃん（2001年1月 - ）
- 中崎花音|かのん（2001年2月14日 - ）
- ももっち（2001年8月 - ）

## 略歴
- THE ポッシボー「2008秋〜SEXY ジェネレーション〜」にバックダンサーとして初登場。
- Berryz工房5枚目のアルバム『5(FIVE)』の「BE」に参加
- THE ポッシボーのシングル「いじわる Crazy love」のカップリングに参加
- みのりんがつんくシアターに出演

## ディスコグラフィ
- Space Roller Coaster GO GO!（2009年3月4日） - JAM Project with NICE GIRL μ として。

劇場アニメ『ケロ0 出発だよ! 全員集合!!』主題歌。